# Amt Kirchspielslandgemeinde Heider Umland
Amt Kirchspielslandgemeinde Heider Umland er et amt i det nordlige Tyskland, beliggende i den centrale del af Kreis Dithmarschen. Kreis Ditmarschen ligger i den sydvestlige del af delstaten Slesvig-Holsten, og amtets administration er beliggende i byen Heide.
Amtet blev oprettet 1. januar 2008 af kommuner i de tidligere amter Kirchspielslandgemeinde Heide-Land, Kirchspielslandgemeinde Weddingstedt og kommunen Norderwöhrden, der tidligere hørte under Amt Kirchspielslandgemeinde Wesselburen.

## Kommuner i amtet
1. Hemmingstedt
2. Lieth
3. Lohe-Rickelshof
4. Neuenkirchen
5. Norderwöhrden
6. Nordhastedt
7. Ostrohe
8. Stelle-Wittenwurth
9. Weddingstedt
10. Wesseln
11. Wöhrden